# Escuela Superior de Cómputo
La Escuela Superior de Cómputo (ESCOM) es una institución pública mexicana de educación superior perteneciente al Instituto Politécnico Nacional que inició sus actividades académicas en 1993. El primer plan de estudios (1993) que se impartió en la ESCOM, correspondía a la Ingeniería en Sistemas Computacionales, consistía en un tronco común y dos opciones terminales, el cual tenía una duración de ocho semestres. En 2009 se realizó una actualización al plan de estudios de la Ingeniería en Sistemas Computacionales con lo que se tuvo una estructura más interdisciplinaria para cumplir con la demanda de las más nuevas tecnologías ofreciendo que el alumno tome asignaturas optativas y electivas para el mejor desarrollo de sus habilidades. Para 2020 se presenta una nueva actualización al programa de Ingeniería en Sistemas Computacionales y además se integran a la oferta educativa de la ESCOM dos nuevos programas académicos: Ingeniería en Inteligencia Artificial y Licenciatura en Ciencia de Datos.
Se procura que la formación del estudiante sea integral, dado que durante la currícula se imparten asignaturas de las áreas de ciencias básicas (matemáticas, física), ciencias sociales (economía, administración), programación, desarrollo de sistemas y sistemas electrónicos. Hay materias optativas a partir del quinto semestre en las que se busca un contenido actual y que estén enfocadas a los intereses profesionales del alumnado.
ESCOM, es miembro de la única ingeniería en red académica con otras escuelas superiores dentro del Instituto Politécnico Nacional; ISISA (Ingeniería en Sistemas Automotrices), dentro de su actual oferta educativa para dicha ingeniería, cuenta con una opción terminal de especialidad basada en Control de Sistemas Automotrices (Programación automotriz).
La escuela cuenta una población estudiantil que oscila en los 3,000 alumnos.

## Historia

### Creación[1]
La escuela inició sus actividades académicas el 27 de septiembre de 1993 contando con 5 salones prestados por la Escuela Superior de Ingeniería y Arquitectura (ESIA) Unidad Zacatenco en el tercer piso del edificio 10. Dos de ellos funcionaron como aulas, uno como biblioteca, uno como área administrativa y el otro como oficina de la dirección del plantel. También se contó con dos espacios, en el área administrativa anexa al edificio 10, que fueron utilizadas como salas de cómputo.
Durante el ciclo escolar 1993-1994/1, la ESCOM abrió sus puertas a los alumnos que deseaban ingresar a sus aulas y adquirir conocimientos para llegar a ser profesionistas a nivel licenciatura en el área de la Ingeniería.

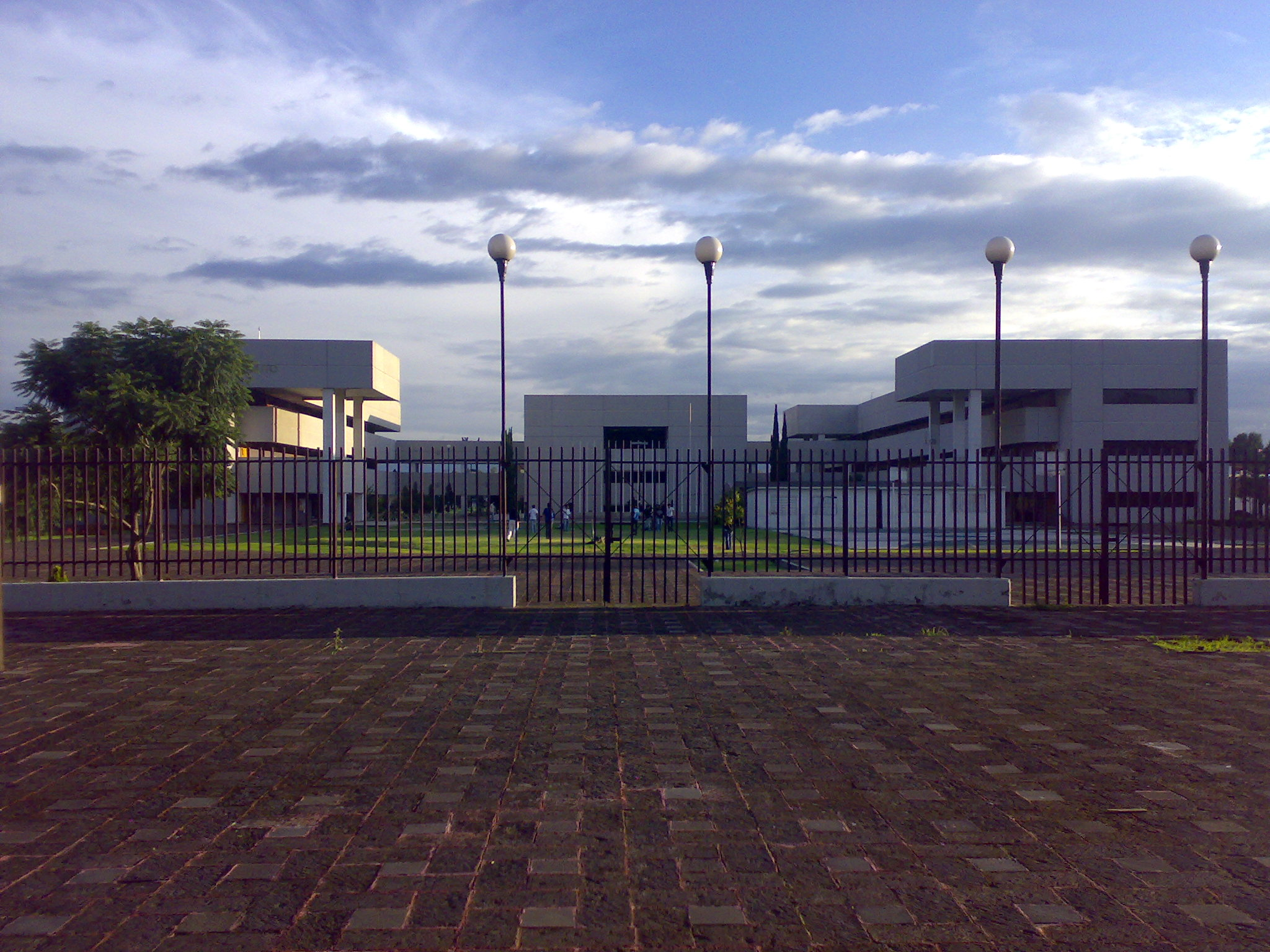
Vista de frente de la ESCOM.

Para el inicio de cursos se contó con la participación de 16 profesores de reconocido prestigio, algunos de ellos Maestros en Ciencias y otros con Grado de Doctor; seis de ellos pertenecían a la ESIME Zacatenco, cuatro a ESFM, dos al CENAC, dos al CINVESTAV (Departamento de Ingeniería Eléctrica), uno de UPIICSA y otro más de ESIQIE. De igual manera, se contó con la participación de dos académicos más, externos al instituto, con comprobada experiencia; quienes continuaron sus compromisos de origen y fueron a apoyar el arranque de la actividad docente en la ESCOM.
En el proceso de selección de alumnos para ingresar a las escuelas de nivel superior del I.P.N., llevado a cabo del 16 al 18 de agosto de 1993, se recibió un número considerable de solicitudes para ingresar a la ESCOM siendo aceptados 84 aspirantes, basándose en los criterios de alta calificación en el examen de nuevo ingreso. En su totalidad eran alumnos provenientes de escuelas de nivel medio superior (CECyT) del área de Ciencias Físico-Matemáticas del propio Instituto.
La ESCOM inició actividades con seis asignaturas que consideró en su primer semestre del plan de estudios en la carrera de Ingeniería en sistemas computacionales, que tiene una duración de ocho semestres. La primera clase oficial se impartió en el Edificio 10 de la (ESIA) Zacatenco el 27 de septiembre de 1993 a las 7:00 horas por el Dr. José Luis Estrada Haen con la asignatura de Física.
A partir de ese entonces ha visto el incremento en las preferencias de los estudiantes de educación media interesados en la carrera de Ingeniería en sistemas computacionales.

### Crecimiento de infraestructura[1]
Para el inicio de las actividades del año lectivo 1994-1995, se dispuso del primero de los siete edificios que tendrá la escuela, misma que se ocupó y operó a partir del 28 de noviembre de 1994. Este primer edificio contaba con sala de cómputo y multimedia, algunos cubículos para profesores, salones de clase, sala de juntas, biblioteca y oficinas administrativas.

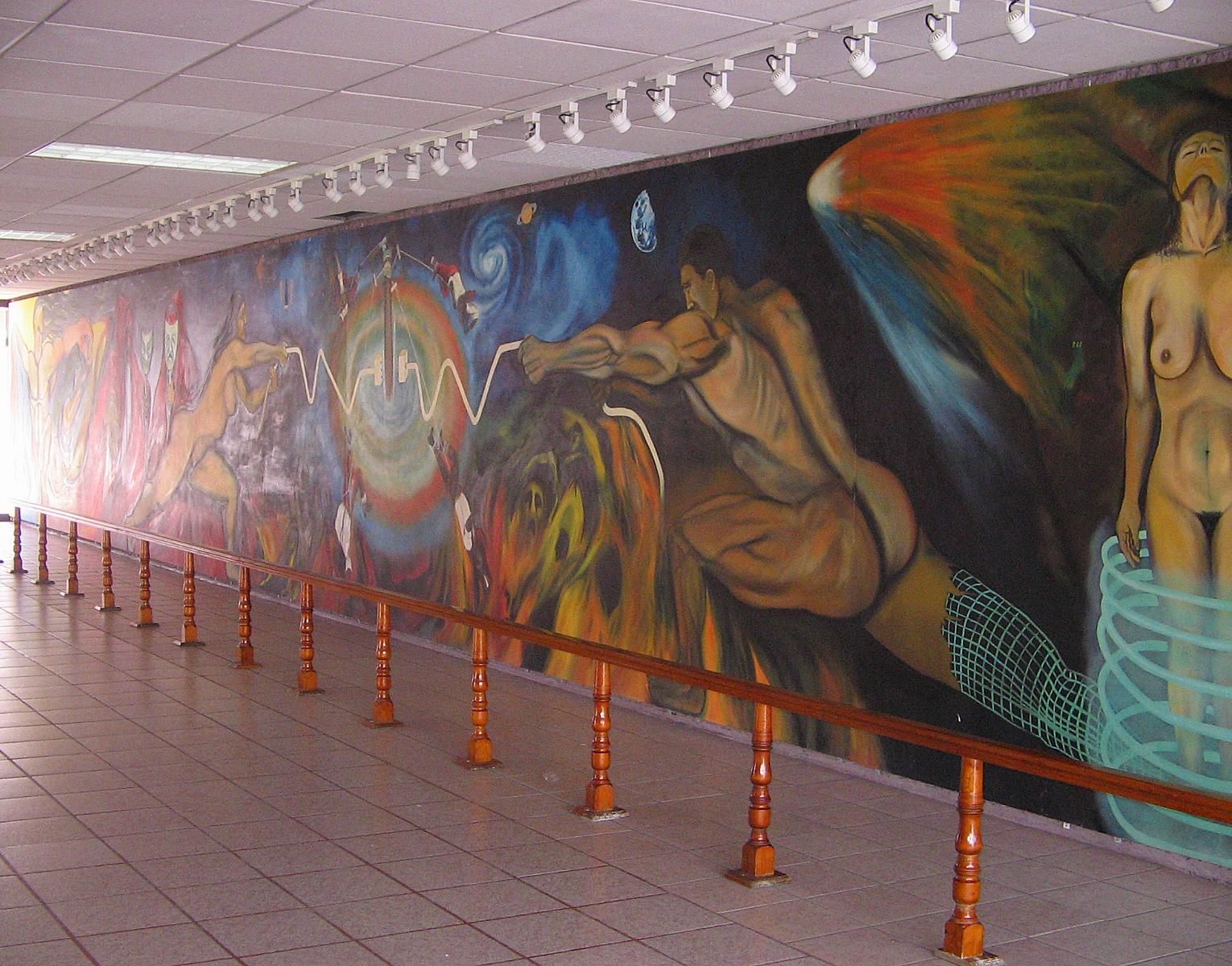
Mural en el edificio de laboratorios de la ESCOM.

El 17 de julio de 1996 se entregó el segundo edificio, en donde se instalaron laboratorios de cómputo y cubículos para maestros, además de aulas.
El tercer edificio operó a partir del 22 de julio de 1997, en donde se ubicaron las áreas de apoyo al personal docente y administrativo, un nuevo centro de información y documentación (biblioteca), laboratorio de multimedia, laboratorios de electrónica, cubículos para docentes y sala de usos múltiples. En este mismo año ESCOM apoyó institucionalmente a la recién creada UPIITA (Unidad Profesional Interdisciplinaria en Ingeniería y Tecnologías Avanzadas), facilitándole uno de los tres niveles de este tercer edificio como salones de clase y áreas de cómputo para que sus alumnos cursaran el primer semestre.
El cuarto edificio fue inaugurado el 3 de febrero de 2003, en el cual se encuentran laboratorios de cómputo de trabajo terminal (tesis), oficina administrativa, posgrado y la dirección de la escuela.
El 4 de febrero de 2009, la entonces Secretaria de Educación Pública, Josefina Vázquez Mota, inauguró el quinto edificio. Su construcción significó una inversión de 40 millones 826 mil pesos. Vázquez Mota subrayó que es una de las mejores instalaciones a nivel nacional y que los egresados de la Escuela Superior de Cómputo son contratados incluso antes de terminar su carrera.
En el año 2017 se retomaron las obras del sexto edificio de la escuela denominado "Edificio de Gobierno", lugar donde serán instauradas todas las oficinas administrativas de la escuela, así como un nuevo auditorio y un lugar adecuado para el decanato del instituto. Su inauguración esta programada para el mes de febrero del año 2019.
El nuevo edificio de la ESCOM tiene una superficie de 2 mil 760 metros cuadrados. Estas instalaciones permitirán atender a 720 estudiantes. Su diseño incorpora los lineamientos del Modelo Educativo del I.P.N., requerimientos del Programa Ambiental y la más alta tecnología para la docencia y la investigación. Estas nuevas instalaciones serán la plataforma para lanzar un nuevo posgrado: Maestría en Sistemas Computacionales Móviles.

### Directores[9]
| Año  | Nombre                              | Periodo |  |
| ---- | ----------------------------------- | --- |  |
| 1993 | Dr. José Madrid Flores              | 27 de diciembre de 1993 - 8 de noviembre de 1998 (1° periodo) 8 de noviembre de 1998 - 11 de agosto de 2000 (2° periodo) |  |
| 2000 | Dr. Miguel Lindig Bos               | 11 de agosto de 2000 - 22 de agosto de 2001 (Interino)                                                                   |  |
| 2001 | Dr. Felipe Rolando Menchaca García  | 22 de agosto de 2001 - 4 de julio de 2003 (Interino)                                                                     |  |
| 2003 | M. en C. José Luis Calderón Osorno  | 4 de julio de 2003 - 7 de agosto de 2006                                                                                 |  |
| 2006 | Ing. Apolinar Francisco Cruz Lázaro | 7 de agosto de 2006 - 10 de febrero de 2010 (1° periodo) 10 de febrero de 2010 - 8 de noviembre de 2013 (2° periodo)     |  |
| 2013 | Dr. Flavio Arturo Sánchez Garfias   | 8 de noviembre de 2013 - 1 de agosto de 2016                                                                             |  |
| 2016 | M. en C. Andrés Ortigoza Campos     | 2 de agosto de 2016 - 17 de marzo de 2025                                                                                |  |
| 2025 | M. en C. Iván Giovanny Mosso García | 18 de marzo de 2025 - Actualidad                                                                                         |  |

## Oferta educativa
- Ingeniería en Sistemas Computacionales
- Ingeniería en Inteligencia Artificial
- Licenciatura en Ciencia de Datos
- Ingeniería en Sistemas Automotrices
- M. en C. en Sistemas computacionales móviles
- M. en C. en Inteligencia Artificial y Ciencia de Datos

## EXPO ESCOM
Anualmente se celebra la EXPO ESCOM, evento en el que se exponen los trabajos de los alumnos próximos a titularse. Por lo general se realiza en la última semana de mayo y su duración es de tres días, en ella se incluyen otras actividades incluyendo algunos eventos culturales y deportivos, así como conferencias, cursos, torneos y pláticas con egresados. En los últimos años además se ha organizado una feria de empleos donde empresas de software y de electrónica, tales como Motorola, EDS,  o Qualita, reclutan nuevo personal entre los alumnos de la escuela.

## Trabajos Terminales

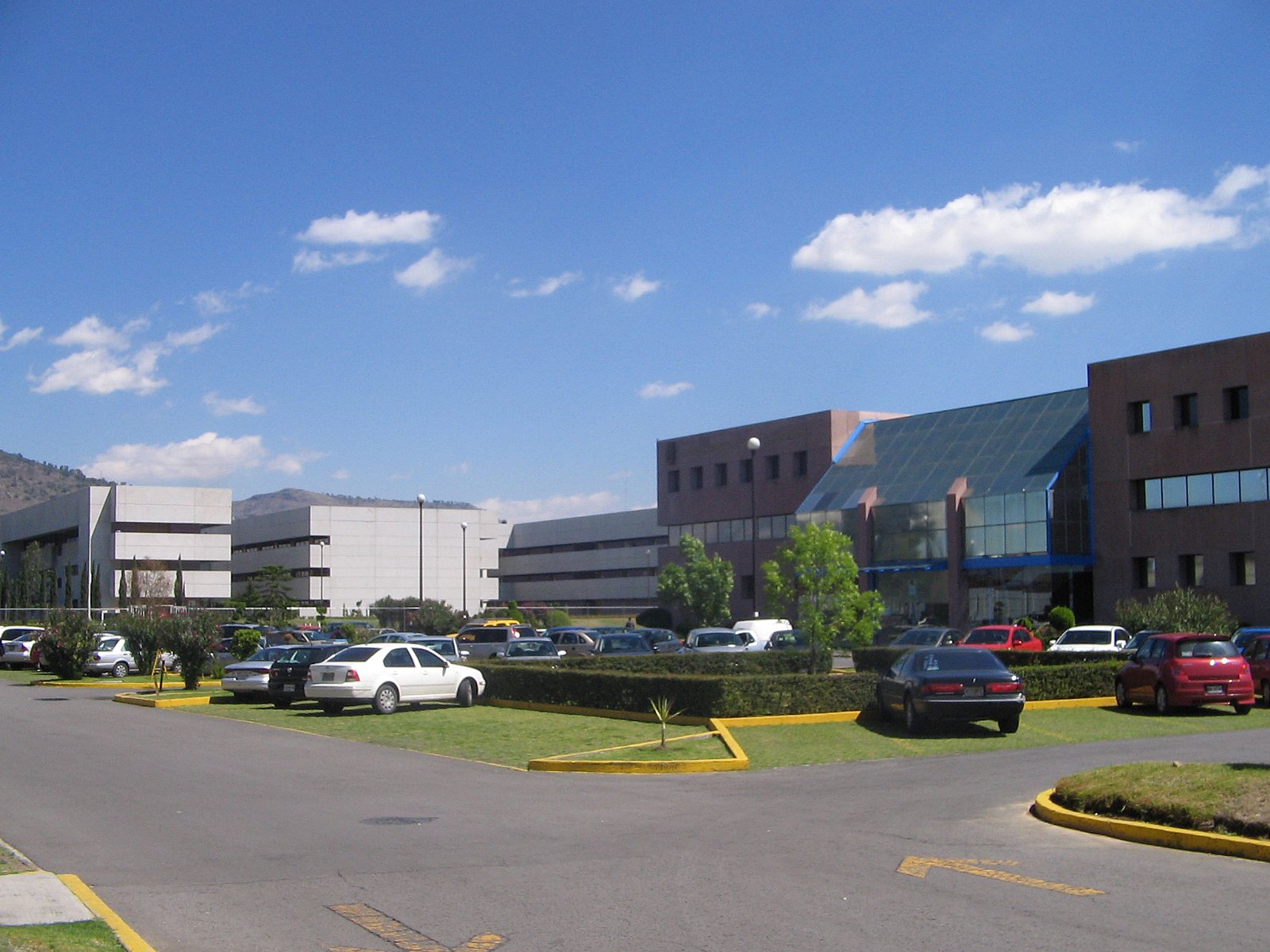
En primer plano, el Centro de Investigación en Computación. Al fondo, la ESCOM.

La Titulación es por Opción Curricular que consiste en cursar dos asignaturas, denominadas Trabajo Terminal I y II; que se encuentran en los dos últimos semestres (séptimo y octavo) del plan de estudios. En este trabajo se pretende demostrar los conocimientos aprendidos durante la carrera. El Trabajo Terminal puede hacerse de forma individual o en equipos, aunque rara vez estos llegan a ser de cinco o más integrantes. La cantidad de integrantes depende entre otras cosas de la complejidad del proyecto y de las actividades a desarrollar. El Trabajo Terminal puede ser una propuesta surgida de los propios alumnos o bien la idea adoptada de algún profesor.
Los prototipos construidos en los Trabajos Terminales abarcan temas muy diversos, desde la investigación hasta la creación de productos comerciales.
Los estudiantes eligen profesores (internos o externos) como asesores de sus Trabajos Terminales y se les asignan de dos a tres sinodales (por lo general profesores que laboran en la misma escuela). Su propuesta de Trabajo Terminal se evalúa para determinar si se aprueba como proyecto para su titulación.
Una vez que ha sido aprobada y a partir del séptimo semestre, los estudiantes comienzan con el Trabajo Terminal. Al final del séptimo y octavo semestre presentan sus avances a los sinodales y se les evalúa. Deben obtener una calificación aprobatoria (8 como mínimo) para poder titularse. Además deben presentar un documento escrito sobre su Trabajo Terminal. En caso de que los alumnos no aprueben en su Trabajo Terminal deberán realizar el Trabajo Terminal remedial que consiste en iniciar un nuevo trabajo de titulación a realizar durante 6 meses.

## Clubes Estudiantiles
En ESCOM se ofrecen una variedad de grupos estudiantiles extra escolares donde se puede extender o adquirir nuevos conocimientos generalmente relacionados con la carrera.

### Club de Algoritmia ESCOM

#### Historia
El Club de Algoritmia ESCOM nació debido al interés de algunos estudiantes en aprender algoritmos para poder resolver problemas haciendo uso de ellos. Al poco tiempo los mismos alumnos comenzaron a introducirse al mundo de la programación competitiva y a competir en diversas plataformas en línea.
La primera representación de la Escuela Superior de Cómputo en el concurso de ACM ICPC se dio en el año 2001, misma fecha en que esta competencia llegó a México y Centroamérica. Con el paso del tiempo el club se ha ido fortaleciendo y se han obtenido mejores resultados.
Algunos otros objetivos de este club es poder preparar a los jóvenes universitarios para poder presentar entrevistas en empresas como Microsoft, Google, Facebook, etc.

#### Logros Nacionales
La Escuela Superior de Cómputo ha participado en el concurso regional desde la primera edición que se llevó a cabo en México y Centroamérica a excepción del año 2010 en el cual no hubo participación. Antes de llegar a esta etapa se hace un proceso preliminar para poder filtrar a los mejores equipos de la región que participaran por un pase a la final mundial de ACM ICPC y poder representar a México.
En las últimas ediciones del concurso regional (Desde 2015) toda universidad tiene permitido llevar 2 equipos a la final regional con excepción del equipo sede que se le permite tener 3 equipos en la competencia. El Instituto Politécnico Nacional fue sede del concurso regional de ACM ICPC México y Centroamérica en el año 2016 por lo cual tuvo la oportunidad de tener 3 equipos representando a la ESCOM.
Los logros se muestran en la siguiente tabla.
| Año  | Equipo                   | Posición | # Problemas | Equipo                   | Posición | # Problemas | Equipo             | Posición | # Problemas | Entrenador                     | Co-entrenador                 |
| ---- | ------------------------ | -------- | ----------- | ------------------------ | -------- | ----------- | ------------------ | -------- | ----------- | ------------------------------ | ----------------------------- |
| 2018 | lA_Criba de ceros y unos | 2        | 8           | Oh no, ¡tenemos un 3312! | 10       | 7           | CPlusTurbo </3     | 12       | 6           | Edgardo Adrián Franco Martínez | Rafael Norman Saucedo Delgado |
| 2017 | Rocky IV                 | 6        | 6           | ManiAC                   | 7        | 5           | Cooperativa Pascal | 10       | 5           | Edgardo Adrián Franco Martínez |                               |
| 2016 | New avengers             | 4        | 6           | Quetzal.h                | 10       | 5           | Cooperativa Pascal | 25       | 3           | Edgardo Adrián Franco Martínez |                               |
| 2015 | La Carabina del AC       | 1        | 7           | New Avengers             | 12       | 4           |                    |          |             | Edgardo Adrián Franco Martínez |                               |
| 2014 | Escoolers                | 3        | 6           | Los Albertanos           | ?        | ?           | Chetudos           | ?        | ?           | Edgardo Adrián Franco Martínez |                               |
| 2013 | Hurones Pwneadores       | 1        | 5           | Kernel Paaaaanic!        | 6        | 3           | L kipo reinforced  | 21       | 2           | Edgardo Adrián Franco Martínez |                               |
| 2012 | Escoders                 | 1        | 5           | Hurones FTW!             | 5        | 4           | Dragones           | 8        | 4           | Edgardo Adrián Franco Martínez |                               |
| 2011 | Escoders                 | 6        | 3           | Hurones salvajes         | 19       | 3           | Dragones           | 52       | 2           | Edgardo Adrián Franco Martínez |                               |
| 2009 | ESCOM-56                 | 5        | 6           | ESCOM                    | 25       | 3           | Burros Blancos     | 64       | 1           |                                |                               |
| 2008 | ESCOM-56                 | 20       | 3           | ESCOM-2                  | 24       | 3           |                    |          |             |                                |                               |
| 2007 | ESCOM-1                  | 12       | 3           | ESCOM-2                  | 52       | 1           | ESCOM-3            | 61       | 0           |                                |                               |
| 2006 | ESCOM-1                  | 9        | 4           | ESCOM-2                  | 24       | 3           |                    |          |             |                                |                               |
| 2005 | ESCOM-1                  | 7        | 3           |                          |          |             |                    |          |             |                                |                               |
| 2004 | ESCOM UNO                | 7        | 4           | ESCOM DOS                | 51       | 1           | ESCOM A            | 90       | 0           |                                |                               |
| 2003 | ESCOMI                   | 41       | 0           |                          |          |             |                    |          |             |                                |                               |
| 2002 | quitajtohuilia           | 23       | 1           |                          |          |             |                    |          |             |                                |                               |
| 2001 | Escom Tepoztlan          | 11       | 2           | ESCOMI                   | 40       | 1           |                    |          |             |                                |                               |

#### Logros Internacionales
La ESCOM ha participado en la competencia mundial de programación más prestigiosa del planeta ACM International Collegiate Programming Contest en 4 ocasiones, siendo la primera universidad en México en hacerlo de manera consecutiva.
| Año  | Nombre del equipo  | Integrante 1                     | Integrante 2                   | Integrante 3                   | Entrenador                     |
| ---- | ------------------ | -------------------------------- | ------------------------------ | ------------------------------ | ------------------------------ |
| 2016 | La Carabina del AC | Filiberto Fuentes Hernández      | Luis Martin Jiménez Rodríguez  | Sergio Adonais Romero González | Edgardo Adrián Franco Martínez |
| 2015 | Escoolers          | Luis Martin Jiménez Rodríguez    | Sergio Adonais Romero González | Edgar Augusto Santiago Nieves  | Edgardo Adrián Franco Martínez |
| 2014 | Hurones Pwneadores | Ethan Adrián Jiménez Vargas      | Juan Carlos Pérez Álvarez      | Edgar Augusto Santiago Nieves  | Edgardo Adrián Franco Martínez |
| 2013 | Escoders           | Christian Adán Hernández Sánchez | Ethan Adrián Jiménez Vargas    | Jair Ramírez Ibarra            | Edgardo Adrián Franco Martínez |

#### Full Time Employee and Internships
Otro objetivo en el cual el club se enfoca es en preparar a los alumnos a presentar entrevistas para conseguir una oferta de trabajo, ya sea de tiempo completo o solo por un tiempo determinado (Si es que sigues estudiando la carrera) en empresas de gran prestigio como lo es Microsoft, Google, Facebook, Oracle, Apple, etc.
Por el momento el Club de Algoritmia ESCOM ha logrado tener alumnos y exalumnos trabajando en Microsoft, Google y Facebook.
| Año  | Interns/FTE Microsoft | Interns/FTE Google | Interns/FTE Facebook |
| ---- | --------------------- | ------------------ | -------------------- |
| 2018 | 9                     | 1                  | 1                    |
| 2017 | 6                     | 1                  | 2                    |
| 2016 | 2                     | 0                  | 1                    |
| 2015 | 1                     | 0                  | 0                    |
| 2014 | 1                     | 1                  | 0                    |
| 2013 | 2                     | 0                  | 0                    |